# Marcus Brody
Marcus Brody – fikcyjna postać z serii filmów o Indianie Jonesie, przyjaciel i mentor głównego bohatera, muzealnik. Indy dostarczał skarby do jego muzeum.
Jego postać odgrywał Denholm Elliott.

## Charakter
Był bardzo roztrzepany i często pogrążony we własnych myślach. Ponoć kiedyś zgubił się we własnym muzeum.

## Życiorys
Pojawił się w pierwszej i trzeciej części o przygodach Indy’ego. W pierwszej widzimy go tylko na początku i pod koniec filmu, ale już w trzeciej uczestniczy w wyprawie. W czwartej części dowiadujemy się o jego śmierci, zmarł mając 74 lata.

## Analiza postaci
Jest podawany jako przykład pozytywnej postaci wspierającej bohatera. W Poszukiwaczach zaginionej arki pojawia się w początkowej części filmu i wprowadza Indy’ego w główną przygodę, przedstawiając i rekomendując go przedstawicielom rządu. Relacja Marcusa i Indiany bywa porównywana do relacji ojca z synem: Marcus troszczy się o głównego bohatera, wspiera go, co kontrastuje ze słabymi relacjami Indy’ego z jego prawdziwym ojcem. Wskazywane są pewne podobieństwa do postaci Brody’ego z filmu Szczęki (obie produkcje były reżyserowane przez Stevena Spielberga) jako postaci silnego ojca.